# 尼哈德·傑多維奇
尼哈德·傑多維奇（1990年1月12日—）是一位波黑籃球運動員。他現在效力於德國球隊拜仁慕尼黑籃球俱樂部。他也代表波黑國家男子籃球隊參賽。